# 마우리치오 가우디노
마우리치오 가우디노(독일어: Maurizio Gaudino maʊˈʁɪtsi̯oː ɡaʊˈdiːnoː[*], 이탈리아어:  mauˈrittsjo ɡauˈdiːno[*], 1966년 12월 12일, 바덴-뷔르템베르크 주 브륄 ~)는 독일의 축구 감독이자 전 프로 축구 선수로, 현재 로이틀링엔의 단장을 역임하고 있다.
현역 시절, 그는 미드필더로 활약했는데, 분데스리가의 슈투트가르트, 아인트라흐트 프랑크푸르트, 그리고 보훔을 비롯해 프리미어리그의 맨체스터 시티에서 활약했다. 그는 멕시코, 튀르키예, 그리고 스위스에서 아메리카, 안탈리아스포르, 그리고 바젤에 몸담은 적이 있다. 그는 현역 시절의 시작과 끝을 발트호프 만하임에서 보냈다. 그는 독일 국가대표팀 경기에 5번 출전해 1골을 기록하기도 했다.

## 선수 경력
가우디노는 1993년부터 1994년까지 독일 국가대표팀 경기에 5번 출전했고, 1994년 월드컵에 자국을 대표로 출전했다.
가우디노는 발트호프 만하임, 슈투트가르트, 아인트라흐트 프랑크푸르트, 그리고 보훔 소속으로 294번의 분데스리가 경기에 출전했다. 그는 슈투트가르트 시절인 1992년에 리그 우승을 거두었다. 그는 소속 구단의 1989년 UEFA컵 결승전 진출에도 일조했고, 결승전 1차전에서 득점도 올렸지만, 디에고 마라도나를 보유한 나폴리에 밀려 준우승에 만족해야 했다.
1995년, 그는 맨체스터 시티로 임대되어 잉글랜드 무대에서 인상적인 활약을 펼쳤는데, 그 해 리그 우승을 거둔 블랙번 로버스를 상대로 3-2 승리를 견인하기도 했다. 그는 20번의 리그 경기에서 20번 출전했지만, 시티는 UEFA컵이나 그보다 높은 리그 우승 경쟁권까지 오르는 인상적인 시즌 초반을 보내고도 시즌을 프리미어리그에서 17위(강등권과는 3계단 차이)로 마무리했다.
가우디노는 1997-98 시즌에 바젤에 입단하여 외어크 베어거 감독의 1군 선수단에 합류했다. 5번의 연습 경기에 출전한 가우디노는 1997년 7월 9일에 라 퐁테즈에서 열린 로잔-스포르와의 원정 경기에서 리그 신고식을 치렀고, 결과는 0-3 패였다. 그는 7월 19일에 세르베트를 상대로 안방인 장크트 아코프에서 득점을 신고했다. 그러나, 이 페널티 골도 바젤이 1-3으로 패하면서 빛이 바랬다. 가우디노는 1998년 4월 4일에 에투알 카루즈와의 경기에서 해트트릭을 달성해 3-1 승리를 견인했다. 가우디노는 1시즌 동안 바젤에서 활약했는데, 같은 기간 42번의 경기에 출전해 16골을 기록했다. 이 중 30경기는 나치오날리가 A 경기였고, 컵대회에는 1번, 친선경기에는 11번 출전했다. 그는 국내 리그에서 10번 득점했고, 나머지 6골은 연습 경기에서 기록했다.
바젤을 떠난 가우디노는 보훔으로 이적해 1년을 보냈다. 그는 1999년에 안탈리아스포르로 이적해 2001-02 시즌에 2부 A 리그로 강등되기 전까지 활약했다.

## 감독 경력
2004년 그는 발트호프 만하임 감독직을 대행했다.
2015년 5월 11일, 가우디노는 로이틀링엔의 새 단장으로 취임했는데, 2015년 7월 1일에 근무를 시작했다.

## 사생활
가우디노는 캄파니아 주 출신 이탈리아 이민자 가정 출신이다. 그의 부친은 오르타 디 아텔라 출신이고, 모친의 고향은 프라타마조레다. 그의 아들 잔루카는 현재 스위스의 로잔-스포르 소속이다.
2006년, 가우디노는 1966년 월드컵 결승전을 기념하는 독일과 잉글랜드 간 자선 경기에 참가했다. 유명인사들과 전 선수들이 같이 출전한 이 경기에서 그는 훗날 영국의 수상으로 취임하는 보리스 존슨에게 럭비 태클을 범하기도 했다.

## 수상
슈투트가르트
- UEFA컵 준우승: 1988–89
- 분데스리가: 1991–92
- DFL-슈퍼컵: 1992[11]

안탈리아스포르
- 튀르키예 쿠파스 준우승: 1999–2000